# اریکا اراکی
اریکا اراکی (انگلیسی: Erika Araki؛ زادهٔ ۳ اوت ۱۹۸۴) بازیکن والیبال اهل ژاپن عضو تیم ملی والیبال زنان ژاپن است. اراکی به همراه تیم ملی ژاپن به مدال برنز المپیک ۲۰۱۲ لندن دست یافت و در المپیک ۲۰۰۸ به عنوان بهترین مدافع میانی انتخاب شد.